# Marijonas Mikutavičius
Marijonas Mikutavičius (n. Lazdijai, 19 de abril de 1971) es un cantante, compositor, actor y periodista lituano. Es conocido por el himno deportivo lituano Trys Milijonai, tres millones (parte de la población de Lituania que declaró sentirse identificada como perteneciente al grupo étnico lituano previo a los Juegos Olímpicos de Sídney 2000), y la canción oficial del Eurobasket 2011, Celebrate Basketball. Así como por su participación en el representativo de su país en el festival Eurovisión 2006 como parte del grupo LT United.